# Bandera de Massachusetts
La Mancomunitat de Massachusetts als Estats Units té tres banderes oficials: una bandera d'estat, una bandera "naval i marítima" (encara que ja no tingui la seva pròpia marina), i la bandera del governador.

## Vanderes

### Bandera de l'estat

Revers de la bandera utilitzat durant el període de 1908 a 1971

La bandera de Massachusetts, mostra, a banda i banda, l'escut d'armes de l'estat està centrat en una esfera de color blau en un camp blanc. L'escut representa un Algonquin, nadiu americà amb arc i fletxa, la fletxa que apunta cap avall, significa la pau. Un estel blanc amb cinc puntes apareix al costat de la figura prop del cap, el que representa a Massachusetts com el 6è estat admès per EUA. Un pergamí blau envolta l'escut, que porta el lema estat Ense Petit Placidam, Sub Libertate Quietem ("Per l'espasa que busquem la pau, però la pau només en virtut de la llibertat "). Sobre l'escut es troba la cresta militar de l'estat: un braç doblegat sostenint una espasa de doble tall. L'espasa té la seva fulla cap amunt, per recordar que és a través de la Revolució Americana que es va guanyar la llibertat.
La bandera de l'estat va ser adoptada oficialment el 1908, però s'ha utilitzat no oficialment des de la Revolució Americana. Aquesta bandera incloïa en el seu revers l'escut blau que conté l'arbre de pi verd de l'ensenya de la Marina de l'Estat. El 1971 el disseny va ser simplificat fent el mateix en ambdós costats.

Pavelló Naval

### Pavelló naval i marítim
L'abril de 1776 la Marina de Massachusetts va adoptar com la seva bandera (ensenya naval) un camp blanc carregat amb un pi verd i el lema "Una apel·lació al cel". El 1971 el lema va ser canviat, i la bandera va ser designada "ensenya naval i marítima de la Comunitat".
Massachusetts és un dels dos únics estats que compten amb la seva pròpia insígnia naval (l'altre és Maine).

### Estendard del Governador

Estendard del governador

La bandera del governador de Massachusetts té exactament el mateix disseny que la bandera de l'estat però amb una forma triangular.